# Зіткнення над Боденським озером

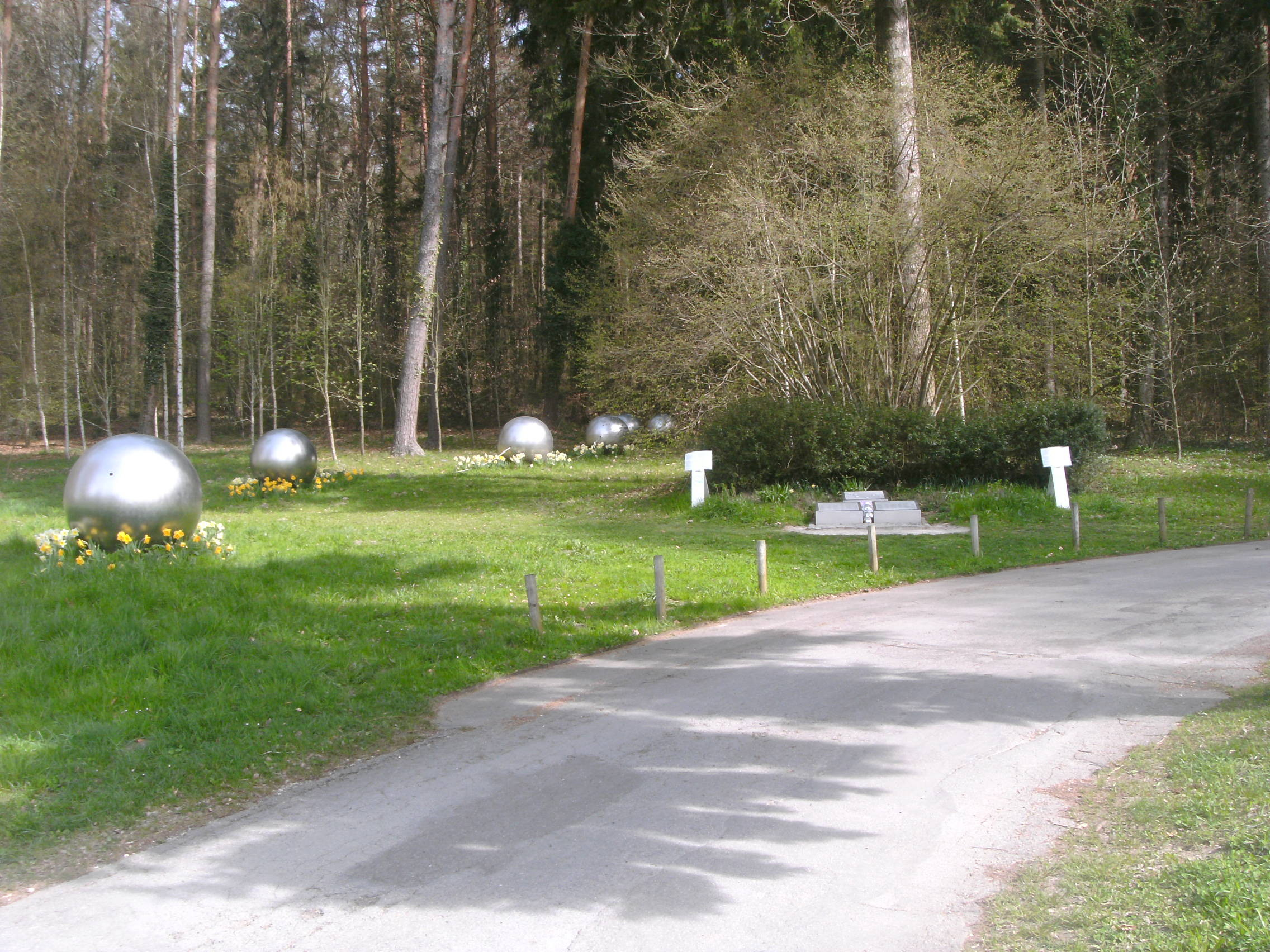
Меморіал «Розірвана перлинна нитка»

Зіткнення над Боденським озером — велика авіаційна катастрофа, що сталася в понеділок 1 липня 2002 року. У небі над Німеччиною поблизу Юберлінгена та Боденського озера зіткнулися пасажирський авіалайнер Ту-154М російської вже неіснуючої авіакомпанії «Башкирські авіалінії (БАЛ)» (рейс BTC 2937 Москва — Барселона) та вантажний літак Boeing 757-200PF, що належав дочірній авіакомпанії авіаційного підрозділу німецької міжнародної компанії експрес-доставок DHL — DHL International Aviation ME (рейс DHX-6 Мухаррак — Бергамо — Брюссель). Загинули всі 71 особи, що знаходилися в обох літаках, — 2 на Boeing 757 (обидва пілоти) і 69 на Ту-154 (9 членів екіпажу та 60 пасажирів, серед яких було 52 дитини).

## Літаки
1. ↑  Авіадиспетчер «Skyguide»[en] не забезпечив безпечне ешелонування; екіпаж Ту-154 слідував вказівкам авіадиспетчера, а не сигналам TCAS

### Ту-154

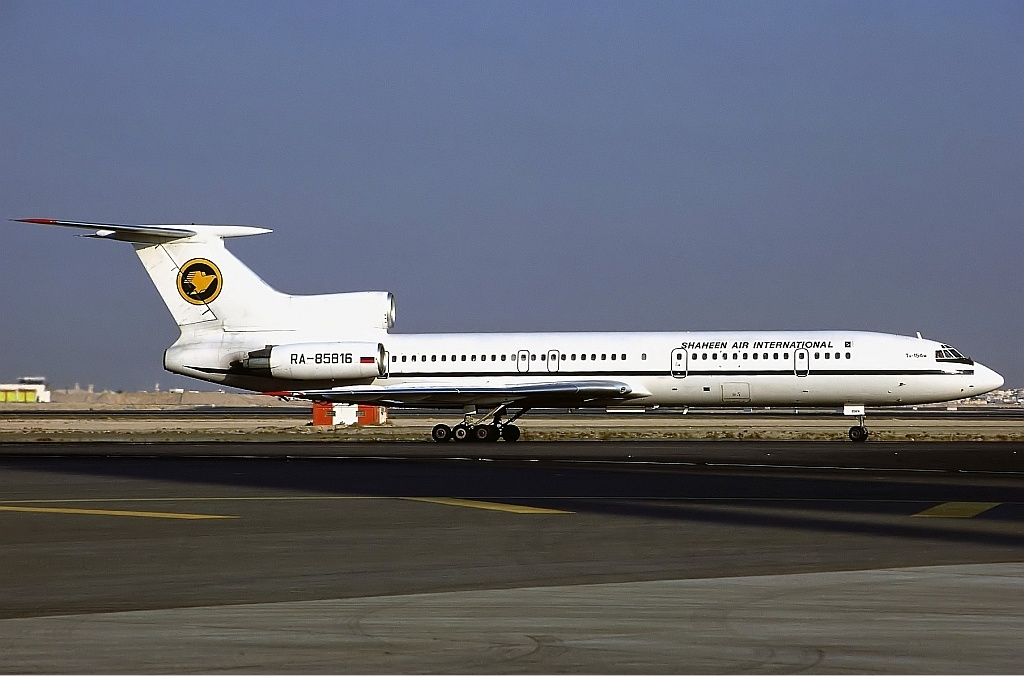
Літак, що зазнав катастрофи, за 2 роки і 8 місяців до інциденту (коли здавався в лізинг пакистанській авіакомпанії Shaheen Air International).

Ту-154М був випущений 8 серпня 1995 року і того ж дня був переданий авіакомпанії «Башкирські авіалінії (БАЛ)». Літак був оснащений двигунами Д-30КУ-154-II і за день до катастрофи налітав 10 788 годин.
| Громадянство | Пасажири | Екіпаж | Усього |
| ------------ | -------- | ------ | ------ |
| Росія        | 56       | 9      | 65     |
| Білорусь     | 4        | 0      | 4      |

### Boeing 757

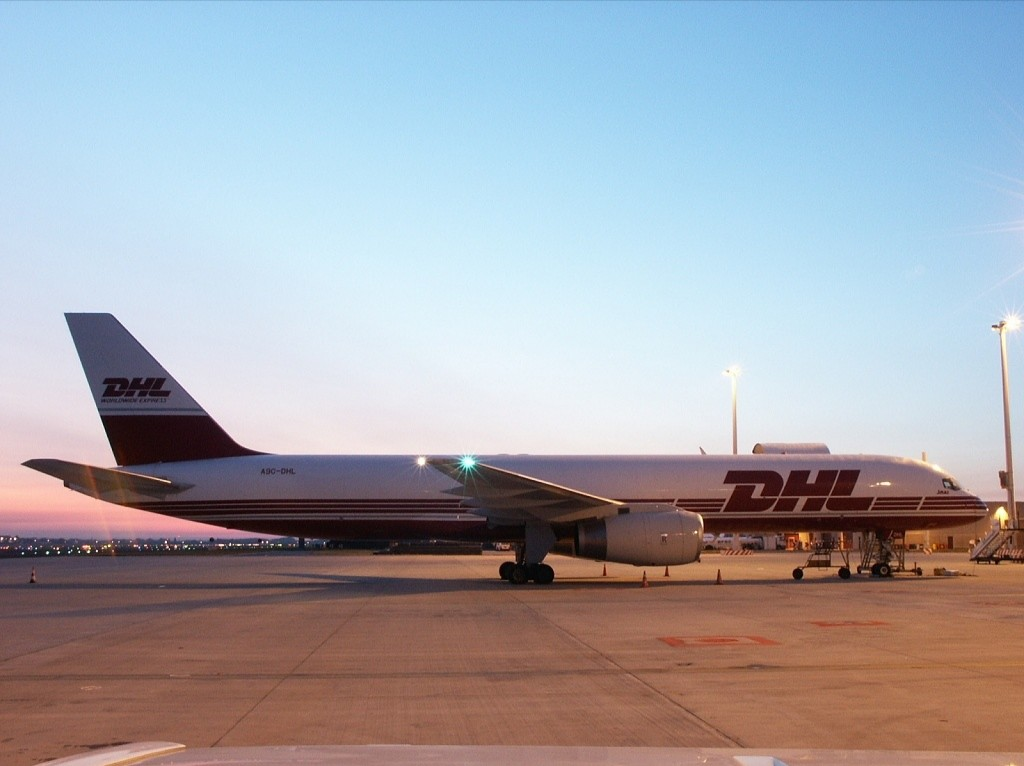
Літак, що зазнав катастрофи, за 6 днів до інциденту в аеропорту Брюсселя (Бельгія).

Boeing 757-200PF був випущений у 1990 році та здійснив перший політ 12 січня того ж року. У 1996 році був куплений DHL. Літак був оснащений турбовентиляторними двигунами Rolls-Royce RB211-535E4-37, за день до катастрофи налітав 39 022 годин.
| Громадянство    | Пасажири | Екіпаж | Усього |
| --------------- | -------- | ------ | ------ |
| Велика Британія | 0        | 1      | 1      |
| Канада          | 0        | 1      | 1      |